# 카노우 후미히사
카노우 후미히사(일본어: 狩野史長, かのう ふみひさ 가노 후미히사[*], 1985년 6월 24일 지바현 후나바시시 ~ )는 일본의 언론인이며 NHK 니가타 방송국 소속의 남성 아나운서이다.

## 생애
카노우 후미히사(狩野史長)은 1985년 6월 24일 일본 지바현 후나바시시에서 태어났다. 그는 도쿄도 도시마구에 있는 릿쿄 대학 대학을 졸업했다.

## 입사
2008년에 NHK에 입사를 했다. 입사동기로는 니노미야 나오키 아나운서이다. 첫 발령지인 NHK 아오모리 방송국에서 아나운서로써 시작을 했다. 그는 NHK 뉴스 오하이요 아오모리를 진행했었고 NHK 나가사키 방송국으로 옮겨서는 나가사키현 지역의 뉴스앵커를 했었고 NHK 돗토리 방송국으로 옮기고 돗토리현 지역의 뉴스앵커를 했었다. 그러다가 2018년 4월 개편에 따라 지금의 NHK 오사카 방송국에서 활동하고 있다. 그는 2019년 4월 1일부터 2021년 3월 26일까지 NHK 뉴스 오하요 간사이를 격주로 진행을 하다가 2021년 봄 개편에 따라 NHK 니가타 방송국으로 옮기면서 니가타 뉴스 610의 진행을 하고 있다.